# Felipe Mota
Felipe Mota (Fortaleza), é um político brasileiro, filiado ao UNIÃO. Nas eleições de 2022, foi eleito deputado estadual pelo CE.